# Iguanodontia
Infra-ordre
Les Iguanodontia, en français, les « iguanodontes », forment un infra-ordre de dinosaures ornithischiens herbivores ayant vécu vers la fin du Jurassique et le début du Crétacé. Il s'agissait d'ornithopodes, précurseurs entre autres des hadrosauridés. Le genre le plus connu de ce groupe est Iguanodon.

## Liste des familles
Dans la classification classique :
- Camptosauridae
- Dryosauridae
- Hadrosauridae
- Iguanodontidae
- Rhabdodontidae

## Phylogénie
Un ancien cladogramme était proposé par Weishampel & Heinrich (1992) :
Infra-ordre Iguanodontia
- Tenontosaurus
- Rhabdodontidae
  - Mochlodon
  - Muttaburrasaurus
  - Rhabdodon
  - Zalmoxes
- Euiguanodontia
  - Anabisetia
  - Gasparinisaura
  - Dryomorpha
    - Dryosauridae
      - Dryosaurus
      - Valdosaurus

    - Ankylopollexia
      -  ?Bihariosaurus
      -  ?Talenkauen
      - Camptosauridae
        - Cumnoria
        - Callovosaurus
        - Draconyx
        - Camptosaurus

      - Iguanodontoidea
        - Lurdusaurus
        - Lanzhousaurus
        - Hadrosauriformes
          - Iguanodon
          - Hadrosauroidea

Cladogramme plus récent proposé selon une étude de Butler et al. (2011).
|  | Changchunsaurus |
|  |                 |
|  | Jeholosaurus    |
|  |                 |

|  | Gasparinisaura |
|  |                |
|  | Parksosaurus   |
|  |                |

|  | Bugenasaura    |
|  |                |
|  | Thescelosaurus |
|  |                |

|  | T. tilletti |
|  |             |
|  | T. dossi    |
|  |             |

|  | Dryosauridae                                                 |
|  |                                                              |
|  | Ankylopollexia (incluant Iguanodon, Hadrosauridae et autres) |
|  |                                                              |

|  | T. tilletti |
|  |             |
|  | T. dossi    |
|  |             |

|  | Dryosauridae                                                 |
|  |                                                              |
|  | Ankylopollexia (incluant Iguanodon, Hadrosauridae et autres) |
|  |                                                              |

|  | T. tilletti |
|  |             |
|  | T. dossi    |
|  |             |

|  | Dryosauridae                                                 |
|  |                                                              |
|  | Ankylopollexia (incluant Iguanodon, Hadrosauridae et autres) |
|  |                                                              |

|  | T. tilletti |
|  |             |
|  | T. dossi    |
|  |             |

|  | Dryosauridae                                                 |
|  |                                                              |
|  | Ankylopollexia (incluant Iguanodon, Hadrosauridae et autres) |
|  |                                                              |

|  | T. tilletti |
|  |             |
|  | T. dossi    |
|  |             |

|  | Dryosauridae                                                 |
|  |                                                              |
|  | Ankylopollexia (incluant Iguanodon, Hadrosauridae et autres) |
|  |                                                              |

|  | T. tilletti |
|  |             |
|  | T. dossi    |
|  |             |

|  | Dryosauridae                                                 |
|  |                                                              |
|  | Ankylopollexia (incluant Iguanodon, Hadrosauridae et autres) |
|  |                                                              |

|  | T. tilletti |
|  |             |
|  | T. dossi    |
|  |             |

|  | Dryosauridae                                                 |
|  |                                                              |
|  | Ankylopollexia (incluant Iguanodon, Hadrosauridae et autres) |
|  |                                                              |

|  | T. tilletti |
|  |             |
|  | T. dossi    |
|  |             |

|  | Dryosauridae                                                 |
|  |                                                              |
|  | Ankylopollexia (incluant Iguanodon, Hadrosauridae et autres) |
|  |                                                              |

|  | T. tilletti |
|  |             |
|  | T. dossi    |
|  |             |

|  | Dryosauridae                                                 |
|  |                                                              |
|  | Ankylopollexia (incluant Iguanodon, Hadrosauridae et autres) |
|  |                                                              |

|  | T. tilletti |
|  |             |
|  | T. dossi    |
|  |             |

|  | Dryosauridae                                                 |
|  |                                                              |
|  | Ankylopollexia (incluant Iguanodon, Hadrosauridae et autres) |
|  |                                                              |

|  | T. tilletti |
|  |             |
|  | T. dossi    |
|  |             |

|  | Dryosauridae                                                 |
|  |                                                              |
|  | Ankylopollexia (incluant Iguanodon, Hadrosauridae et autres) |
|  |                                                              |

|  | T. tilletti |
|  |             |
|  | T. dossi    |
|  |             |

|  | Dryosauridae                                                 |
|  |                                                              |
|  | Ankylopollexia (incluant Iguanodon, Hadrosauridae et autres) |
|  |                                                              |

|  | T. tilletti |
|  |             |
|  | T. dossi    |
|  |             |

|  | Dryosauridae                                                 |
|  |                                                              |
|  | Ankylopollexia (incluant Iguanodon, Hadrosauridae et autres) |
|  |                                                              |

|  | T. tilletti |
|  |             |
|  | T. dossi    |
|  |             |

|  | Dryosauridae                                                 |
|  |                                                              |
|  | Ankylopollexia (incluant Iguanodon, Hadrosauridae et autres) |
|  |                                                              |

|  | T. tilletti |
|  |             |
|  | T. dossi    |
|  |             |

|  | Dryosauridae                                                 |
|  |                                                              |
|  | Ankylopollexia (incluant Iguanodon, Hadrosauridae et autres) |
|  |                                                              |

|  | T. tilletti |
|  |             |
|  | T. dossi    |
|  |             |

|  | Dryosauridae                                                 |
|  |                                                              |
|  | Ankylopollexia (incluant Iguanodon, Hadrosauridae et autres) |
|  |                                                              |

|  | Bugenasaura    |
|  |                |
|  | Thescelosaurus |
|  |                |

|  | T. tilletti |
|  |             |
|  | T. dossi    |
|  |             |

|  | Dryosauridae                                                 |
|  |                                                              |
|  | Ankylopollexia (incluant Iguanodon, Hadrosauridae et autres) |
|  |                                                              |

|  | T. tilletti |
|  |             |
|  | T. dossi    |
|  |             |

|  | Dryosauridae                                                 |
|  |                                                              |
|  | Ankylopollexia (incluant Iguanodon, Hadrosauridae et autres) |
|  |                                                              |

|  | T. tilletti |
|  |             |
|  | T. dossi    |
|  |             |

|  | Dryosauridae                                                 |
|  |                                                              |
|  | Ankylopollexia (incluant Iguanodon, Hadrosauridae et autres) |
|  |                                                              |

|  | T. tilletti |
|  |             |
|  | T. dossi    |
|  |             |

|  | Dryosauridae                                                 |
|  |                                                              |
|  | Ankylopollexia (incluant Iguanodon, Hadrosauridae et autres) |
|  |                                                              |

|  | T. tilletti |
|  |             |
|  | T. dossi    |
|  |             |

|  | Dryosauridae                                                 |
|  |                                                              |
|  | Ankylopollexia (incluant Iguanodon, Hadrosauridae et autres) |
|  |                                                              |

|  | T. tilletti |
|  |             |
|  | T. dossi    |
|  |             |

|  | Dryosauridae                                                 |
|  |                                                              |
|  | Ankylopollexia (incluant Iguanodon, Hadrosauridae et autres) |
|  |                                                              |

|  | T. tilletti |
|  |             |
|  | T. dossi    |
|  |             |

|  | Dryosauridae                                                 |
|  |                                                              |
|  | Ankylopollexia (incluant Iguanodon, Hadrosauridae et autres) |
|  |                                                              |

|  | T. tilletti |
|  |             |
|  | T. dossi    |
|  |             |

|  | Dryosauridae                                                 |
|  |                                                              |
|  | Ankylopollexia (incluant Iguanodon, Hadrosauridae et autres) |
|  |                                                              |

|  | T. tilletti |
|  |             |
|  | T. dossi    |
|  |             |

|  | Dryosauridae                                                 |
|  |                                                              |
|  | Ankylopollexia (incluant Iguanodon, Hadrosauridae et autres) |
|  |                                                              |

|  | T. tilletti |
|  |             |
|  | T. dossi    |
|  |             |

|  | Dryosauridae                                                 |
|  |                                                              |
|  | Ankylopollexia (incluant Iguanodon, Hadrosauridae et autres) |
|  |                                                              |

|  | T. tilletti |
|  |             |
|  | T. dossi    |
|  |             |

|  | Dryosauridae                                                 |
|  |                                                              |
|  | Ankylopollexia (incluant Iguanodon, Hadrosauridae et autres) |
|  |                                                              |

|  | T. tilletti |
|  |             |
|  | T. dossi    |
|  |             |

|  | Dryosauridae                                                 |
|  |                                                              |
|  | Ankylopollexia (incluant Iguanodon, Hadrosauridae et autres) |
|  |                                                              |

|  | T. tilletti |
|  |             |
|  | T. dossi    |
|  |             |

|  | Dryosauridae                                                 |
|  |                                                              |
|  | Ankylopollexia (incluant Iguanodon, Hadrosauridae et autres) |
|  |                                                              |

|  | T. tilletti |
|  |             |
|  | T. dossi    |
|  |             |

|  | Dryosauridae                                                 |
|  |                                                              |
|  | Ankylopollexia (incluant Iguanodon, Hadrosauridae et autres) |
|  |                                                              |

|  | T. tilletti |
|  |             |
|  | T. dossi    |
|  |             |

|  | Dryosauridae                                                 |
|  |                                                              |
|  | Ankylopollexia (incluant Iguanodon, Hadrosauridae et autres) |
|  |                                                              |

|  | T. tilletti |
|  |             |
|  | T. dossi    |
|  |             |

|  | Dryosauridae                                                 |
|  |                                                              |
|  | Ankylopollexia (incluant Iguanodon, Hadrosauridae et autres) |
|  |                                                              |

|  | Gasparinisaura |
|  |                |
|  | Parksosaurus   |
|  |                |

|  | Bugenasaura    |
|  |                |
|  | Thescelosaurus |
|  |                |

|  | T. tilletti |
|  |             |
|  | T. dossi    |
|  |             |

|  | Dryosauridae                                                 |
|  |                                                              |
|  | Ankylopollexia (incluant Iguanodon, Hadrosauridae et autres) |
|  |                                                              |

|  | T. tilletti |
|  |             |
|  | T. dossi    |
|  |             |

|  | Dryosauridae                                                 |
|  |                                                              |
|  | Ankylopollexia (incluant Iguanodon, Hadrosauridae et autres) |
|  |                                                              |

|  | T. tilletti |
|  |             |
|  | T. dossi    |
|  |             |

|  | Dryosauridae                                                 |
|  |                                                              |
|  | Ankylopollexia (incluant Iguanodon, Hadrosauridae et autres) |
|  |                                                              |

|  | T. tilletti |
|  |             |
|  | T. dossi    |
|  |             |

|  | Dryosauridae                                                 |
|  |                                                              |
|  | Ankylopollexia (incluant Iguanodon, Hadrosauridae et autres) |
|  |                                                              |

|  | T. tilletti |
|  |             |
|  | T. dossi    |
|  |             |

|  | Dryosauridae                                                 |
|  |                                                              |
|  | Ankylopollexia (incluant Iguanodon, Hadrosauridae et autres) |
|  |                                                              |

|  | T. tilletti |
|  |             |
|  | T. dossi    |
|  |             |

|  | Dryosauridae                                                 |
|  |                                                              |
|  | Ankylopollexia (incluant Iguanodon, Hadrosauridae et autres) |
|  |                                                              |

|  | T. tilletti |
|  |             |
|  | T. dossi    |
|  |             |

|  | Dryosauridae                                                 |
|  |                                                              |
|  | Ankylopollexia (incluant Iguanodon, Hadrosauridae et autres) |
|  |                                                              |

|  | T. tilletti |
|  |             |
|  | T. dossi    |
|  |             |

|  | Dryosauridae                                                 |
|  |                                                              |
|  | Ankylopollexia (incluant Iguanodon, Hadrosauridae et autres) |
|  |                                                              |

|  | T. tilletti |
|  |             |
|  | T. dossi    |
|  |             |

|  | Dryosauridae                                                 |
|  |                                                              |
|  | Ankylopollexia (incluant Iguanodon, Hadrosauridae et autres) |
|  |                                                              |

|  | T. tilletti |
|  |             |
|  | T. dossi    |
|  |             |

|  | Dryosauridae                                                 |
|  |                                                              |
|  | Ankylopollexia (incluant Iguanodon, Hadrosauridae et autres) |
|  |                                                              |

|  | T. tilletti |
|  |             |
|  | T. dossi    |
|  |             |

|  | Dryosauridae                                                 |
|  |                                                              |
|  | Ankylopollexia (incluant Iguanodon, Hadrosauridae et autres) |
|  |                                                              |

|  | T. tilletti |
|  |             |
|  | T. dossi    |
|  |             |

|  | Dryosauridae                                                 |
|  |                                                              |
|  | Ankylopollexia (incluant Iguanodon, Hadrosauridae et autres) |
|  |                                                              |

|  | T. tilletti |
|  |             |
|  | T. dossi    |
|  |             |

|  | Dryosauridae                                                 |
|  |                                                              |
|  | Ankylopollexia (incluant Iguanodon, Hadrosauridae et autres) |
|  |                                                              |

|  | T. tilletti |
|  |             |
|  | T. dossi    |
|  |             |

|  | Dryosauridae                                                 |
|  |                                                              |
|  | Ankylopollexia (incluant Iguanodon, Hadrosauridae et autres) |
|  |                                                              |

|  | T. tilletti |
|  |             |
|  | T. dossi    |
|  |             |

|  | Dryosauridae                                                 |
|  |                                                              |
|  | Ankylopollexia (incluant Iguanodon, Hadrosauridae et autres) |
|  |                                                              |

|  | T. tilletti |
|  |             |
|  | T. dossi    |
|  |             |

|  | Dryosauridae                                                 |
|  |                                                              |
|  | Ankylopollexia (incluant Iguanodon, Hadrosauridae et autres) |
|  |                                                              |

|  | Bugenasaura    |
|  |                |
|  | Thescelosaurus |
|  |                |

|  | T. tilletti |
|  |             |
|  | T. dossi    |
|  |             |

|  | Dryosauridae                                                 |
|  |                                                              |
|  | Ankylopollexia (incluant Iguanodon, Hadrosauridae et autres) |
|  |                                                              |

|  | T. tilletti |
|  |             |
|  | T. dossi    |
|  |             |

|  | Dryosauridae                                                 |
|  |                                                              |
|  | Ankylopollexia (incluant Iguanodon, Hadrosauridae et autres) |
|  |                                                              |

|  | T. tilletti |
|  |             |
|  | T. dossi    |
|  |             |

|  | Dryosauridae                                                 |
|  |                                                              |
|  | Ankylopollexia (incluant Iguanodon, Hadrosauridae et autres) |
|  |                                                              |

|  | T. tilletti |
|  |             |
|  | T. dossi    |
|  |             |

|  | Dryosauridae                                                 |
|  |                                                              |
|  | Ankylopollexia (incluant Iguanodon, Hadrosauridae et autres) |
|  |                                                              |

|  | T. tilletti |
|  |             |
|  | T. dossi    |
|  |             |

|  | Dryosauridae                                                 |
|  |                                                              |
|  | Ankylopollexia (incluant Iguanodon, Hadrosauridae et autres) |
|  |                                                              |

|  | T. tilletti |
|  |             |
|  | T. dossi    |
|  |             |

|  | Dryosauridae                                                 |
|  |                                                              |
|  | Ankylopollexia (incluant Iguanodon, Hadrosauridae et autres) |
|  |                                                              |

|  | T. tilletti |
|  |             |
|  | T. dossi    |
|  |             |

|  | Dryosauridae                                                 |
|  |                                                              |
|  | Ankylopollexia (incluant Iguanodon, Hadrosauridae et autres) |
|  |                                                              |

|  | T. tilletti |
|  |             |
|  | T. dossi    |
|  |             |

|  | Dryosauridae                                                 |
|  |                                                              |
|  | Ankylopollexia (incluant Iguanodon, Hadrosauridae et autres) |
|  |                                                              |

|  | T. tilletti |
|  |             |
|  | T. dossi    |
|  |             |

|  | Dryosauridae                                                 |
|  |                                                              |
|  | Ankylopollexia (incluant Iguanodon, Hadrosauridae et autres) |
|  |                                                              |

|  | T. tilletti |
|  |             |
|  | T. dossi    |
|  |             |

|  | Dryosauridae                                                 |
|  |                                                              |
|  | Ankylopollexia (incluant Iguanodon, Hadrosauridae et autres) |
|  |                                                              |

|  | T. tilletti |
|  |             |
|  | T. dossi    |
|  |             |

|  | Dryosauridae                                                 |
|  |                                                              |
|  | Ankylopollexia (incluant Iguanodon, Hadrosauridae et autres) |
|  |                                                              |

|  | T. tilletti |
|  |             |
|  | T. dossi    |
|  |             |

|  | Dryosauridae                                                 |
|  |                                                              |
|  | Ankylopollexia (incluant Iguanodon, Hadrosauridae et autres) |
|  |                                                              |

|  | T. tilletti |
|  |             |
|  | T. dossi    |
|  |             |

|  | Dryosauridae                                                 |
|  |                                                              |
|  | Ankylopollexia (incluant Iguanodon, Hadrosauridae et autres) |
|  |                                                              |

|  | T. tilletti |
|  |             |
|  | T. dossi    |
|  |             |

|  | Dryosauridae                                                 |
|  |                                                              |
|  | Ankylopollexia (incluant Iguanodon, Hadrosauridae et autres) |
|  |                                                              |

|  | T. tilletti |
|  |             |
|  | T. dossi    |
|  |             |

|  | Dryosauridae                                                 |
|  |                                                              |
|  | Ankylopollexia (incluant Iguanodon, Hadrosauridae et autres) |
|  |                                                              |

|  | T. tilletti |
|  |             |
|  | T. dossi    |
|  |             |

|  | Dryosauridae                                                 |
|  |                                                              |
|  | Ankylopollexia (incluant Iguanodon, Hadrosauridae et autres) |
|  |                                                              |

|  | Changchunsaurus |
|  |                 |
|  | Jeholosaurus    |
|  |                 |

|  | Gasparinisaura |
|  |                |
|  | Parksosaurus   |
|  |                |

|  | Bugenasaura    |
|  |                |
|  | Thescelosaurus |
|  |                |

|  | T. tilletti |
|  |             |
|  | T. dossi    |
|  |             |

|  | Dryosauridae                                                 |
|  |                                                              |
|  | Ankylopollexia (incluant Iguanodon, Hadrosauridae et autres) |
|  |                                                              |

|  | T. tilletti |
|  |             |
|  | T. dossi    |
|  |             |

|  | Dryosauridae                                                 |
|  |                                                              |
|  | Ankylopollexia (incluant Iguanodon, Hadrosauridae et autres) |
|  |                                                              |

|  | T. tilletti |
|  |             |
|  | T. dossi    |
|  |             |

|  | Dryosauridae                                                 |
|  |                                                              |
|  | Ankylopollexia (incluant Iguanodon, Hadrosauridae et autres) |
|  |                                                              |

|  | T. tilletti |
|  |             |
|  | T. dossi    |
|  |             |

|  | Dryosauridae                                                 |
|  |                                                              |
|  | Ankylopollexia (incluant Iguanodon, Hadrosauridae et autres) |
|  |                                                              |

|  | T. tilletti |
|  |             |
|  | T. dossi    |
|  |             |

|  | Dryosauridae                                                 |
|  |                                                              |
|  | Ankylopollexia (incluant Iguanodon, Hadrosauridae et autres) |
|  |                                                              |

|  | T. tilletti |
|  |             |
|  | T. dossi    |
|  |             |

|  | Dryosauridae                                                 |
|  |                                                              |
|  | Ankylopollexia (incluant Iguanodon, Hadrosauridae et autres) |
|  |                                                              |

|  | T. tilletti |
|  |             |
|  | T. dossi    |
|  |             |

|  | Dryosauridae                                                 |
|  |                                                              |
|  | Ankylopollexia (incluant Iguanodon, Hadrosauridae et autres) |
|  |                                                              |

|  | T. tilletti |
|  |             |
|  | T. dossi    |
|  |             |

|  | Dryosauridae                                                 |
|  |                                                              |
|  | Ankylopollexia (incluant Iguanodon, Hadrosauridae et autres) |
|  |                                                              |

|  | T. tilletti |
|  |             |
|  | T. dossi    |
|  |             |

|  | Dryosauridae                                                 |
|  |                                                              |
|  | Ankylopollexia (incluant Iguanodon, Hadrosauridae et autres) |
|  |                                                              |

|  | T. tilletti |
|  |             |
|  | T. dossi    |
|  |             |

|  | Dryosauridae                                                 |
|  |                                                              |
|  | Ankylopollexia (incluant Iguanodon, Hadrosauridae et autres) |
|  |                                                              |

|  | T. tilletti |
|  |             |
|  | T. dossi    |
|  |             |

|  | Dryosauridae                                                 |
|  |                                                              |
|  | Ankylopollexia (incluant Iguanodon, Hadrosauridae et autres) |
|  |                                                              |

|  | T. tilletti |
|  |             |
|  | T. dossi    |
|  |             |

|  | Dryosauridae                                                 |
|  |                                                              |
|  | Ankylopollexia (incluant Iguanodon, Hadrosauridae et autres) |
|  |                                                              |

|  | T. tilletti |
|  |             |
|  | T. dossi    |
|  |             |

|  | Dryosauridae                                                 |
|  |                                                              |
|  | Ankylopollexia (incluant Iguanodon, Hadrosauridae et autres) |
|  |                                                              |

|  | T. tilletti |
|  |             |
|  | T. dossi    |
|  |             |

|  | Dryosauridae                                                 |
|  |                                                              |
|  | Ankylopollexia (incluant Iguanodon, Hadrosauridae et autres) |
|  |                                                              |

|  | T. tilletti |
|  |             |
|  | T. dossi    |
|  |             |

|  | Dryosauridae                                                 |
|  |                                                              |
|  | Ankylopollexia (incluant Iguanodon, Hadrosauridae et autres) |
|  |                                                              |

|  | T. tilletti |
|  |             |
|  | T. dossi    |
|  |             |

|  | Dryosauridae                                                 |
|  |                                                              |
|  | Ankylopollexia (incluant Iguanodon, Hadrosauridae et autres) |
|  |                                                              |

|  | Bugenasaura    |
|  |                |
|  | Thescelosaurus |
|  |                |

|  | T. tilletti |
|  |             |
|  | T. dossi    |
|  |             |

|  | Dryosauridae                                                 |
|  |                                                              |
|  | Ankylopollexia (incluant Iguanodon, Hadrosauridae et autres) |
|  |                                                              |

|  | T. tilletti |
|  |             |
|  | T. dossi    |
|  |             |

|  | Dryosauridae                                                 |
|  |                                                              |
|  | Ankylopollexia (incluant Iguanodon, Hadrosauridae et autres) |
|  |                                                              |

|  | T. tilletti |
|  |             |
|  | T. dossi    |
|  |             |

|  | Dryosauridae                                                 |
|  |                                                              |
|  | Ankylopollexia (incluant Iguanodon, Hadrosauridae et autres) |
|  |                                                              |

|  | T. tilletti |
|  |             |
|  | T. dossi    |
|  |             |

|  | Dryosauridae                                                 |
|  |                                                              |
|  | Ankylopollexia (incluant Iguanodon, Hadrosauridae et autres) |
|  |                                                              |

|  | T. tilletti |
|  |             |
|  | T. dossi    |
|  |             |

|  | Dryosauridae                                                 |
|  |                                                              |
|  | Ankylopollexia (incluant Iguanodon, Hadrosauridae et autres) |
|  |                                                              |

|  | T. tilletti |
|  |             |
|  | T. dossi    |
|  |             |

|  | Dryosauridae                                                 |
|  |                                                              |
|  | Ankylopollexia (incluant Iguanodon, Hadrosauridae et autres) |
|  |                                                              |

|  | T. tilletti |
|  |             |
|  | T. dossi    |
|  |             |

|  | Dryosauridae                                                 |
|  |                                                              |
|  | Ankylopollexia (incluant Iguanodon, Hadrosauridae et autres) |
|  |                                                              |

|  | T. tilletti |
|  |             |
|  | T. dossi    |
|  |             |

|  | Dryosauridae                                                 |
|  |                                                              |
|  | Ankylopollexia (incluant Iguanodon, Hadrosauridae et autres) |
|  |                                                              |

|  | T. tilletti |
|  |             |
|  | T. dossi    |
|  |             |

|  | Dryosauridae                                                 |
|  |                                                              |
|  | Ankylopollexia (incluant Iguanodon, Hadrosauridae et autres) |
|  |                                                              |

|  | T. tilletti |
|  |             |
|  | T. dossi    |
|  |             |

|  | Dryosauridae                                                 |
|  |                                                              |
|  | Ankylopollexia (incluant Iguanodon, Hadrosauridae et autres) |
|  |                                                              |

|  | T. tilletti |
|  |             |
|  | T. dossi    |
|  |             |

|  | Dryosauridae                                                 |
|  |                                                              |
|  | Ankylopollexia (incluant Iguanodon, Hadrosauridae et autres) |
|  |                                                              |

|  | T. tilletti |
|  |             |
|  | T. dossi    |
|  |             |

|  | Dryosauridae                                                 |
|  |                                                              |
|  | Ankylopollexia (incluant Iguanodon, Hadrosauridae et autres) |
|  |                                                              |

|  | T. tilletti |
|  |             |
|  | T. dossi    |
|  |             |

|  | Dryosauridae                                                 |
|  |                                                              |
|  | Ankylopollexia (incluant Iguanodon, Hadrosauridae et autres) |
|  |                                                              |

|  | T. tilletti |
|  |             |
|  | T. dossi    |
|  |             |

|  | Dryosauridae                                                 |
|  |                                                              |
|  | Ankylopollexia (incluant Iguanodon, Hadrosauridae et autres) |
|  |                                                              |

|  | T. tilletti |
|  |             |
|  | T. dossi    |
|  |             |

|  | Dryosauridae                                                 |
|  |                                                              |
|  | Ankylopollexia (incluant Iguanodon, Hadrosauridae et autres) |
|  |                                                              |

|  | T. tilletti |
|  |             |
|  | T. dossi    |
|  |             |

|  | Dryosauridae                                                 |
|  |                                                              |
|  | Ankylopollexia (incluant Iguanodon, Hadrosauridae et autres) |
|  |                                                              |

|  | Gasparinisaura |
|  |                |
|  | Parksosaurus   |
|  |                |

|  | Bugenasaura    |
|  |                |
|  | Thescelosaurus |
|  |                |

|  | T. tilletti |
|  |             |
|  | T. dossi    |
|  |             |

|  | Dryosauridae                                                 |
|  |                                                              |
|  | Ankylopollexia (incluant Iguanodon, Hadrosauridae et autres) |
|  |                                                              |

|  | T. tilletti |
|  |             |
|  | T. dossi    |
|  |             |

|  | Dryosauridae                                                 |
|  |                                                              |
|  | Ankylopollexia (incluant Iguanodon, Hadrosauridae et autres) |
|  |                                                              |

|  | T. tilletti |
|  |             |
|  | T. dossi    |
|  |             |

|  | Dryosauridae                                                 |
|  |                                                              |
|  | Ankylopollexia (incluant Iguanodon, Hadrosauridae et autres) |
|  |                                                              |

|  | T. tilletti |
|  |             |
|  | T. dossi    |
|  |             |

|  | Dryosauridae                                                 |
|  |                                                              |
|  | Ankylopollexia (incluant Iguanodon, Hadrosauridae et autres) |
|  |                                                              |

|  | T. tilletti |
|  |             |
|  | T. dossi    |
|  |             |

|  | Dryosauridae                                                 |
|  |                                                              |
|  | Ankylopollexia (incluant Iguanodon, Hadrosauridae et autres) |
|  |                                                              |

|  | T. tilletti |
|  |             |
|  | T. dossi    |
|  |             |

|  | Dryosauridae                                                 |
|  |                                                              |
|  | Ankylopollexia (incluant Iguanodon, Hadrosauridae et autres) |
|  |                                                              |

|  | T. tilletti |
|  |             |
|  | T. dossi    |
|  |             |

|  | Dryosauridae                                                 |
|  |                                                              |
|  | Ankylopollexia (incluant Iguanodon, Hadrosauridae et autres) |
|  |                                                              |

|  | T. tilletti |
|  |             |
|  | T. dossi    |
|  |             |

|  | Dryosauridae                                                 |
|  |                                                              |
|  | Ankylopollexia (incluant Iguanodon, Hadrosauridae et autres) |
|  |                                                              |

|  | T. tilletti |
|  |             |
|  | T. dossi    |
|  |             |

|  | Dryosauridae                                                 |
|  |                                                              |
|  | Ankylopollexia (incluant Iguanodon, Hadrosauridae et autres) |
|  |                                                              |

|  | T. tilletti |
|  |             |
|  | T. dossi    |
|  |             |

|  | Dryosauridae                                                 |
|  |                                                              |
|  | Ankylopollexia (incluant Iguanodon, Hadrosauridae et autres) |
|  |                                                              |

|  | T. tilletti |
|  |             |
|  | T. dossi    |
|  |             |

|  | Dryosauridae                                                 |
|  |                                                              |
|  | Ankylopollexia (incluant Iguanodon, Hadrosauridae et autres) |
|  |                                                              |

|  | T. tilletti |
|  |             |
|  | T. dossi    |
|  |             |

|  | Dryosauridae                                                 |
|  |                                                              |
|  | Ankylopollexia (incluant Iguanodon, Hadrosauridae et autres) |
|  |                                                              |

|  | T. tilletti |
|  |             |
|  | T. dossi    |
|  |             |

|  | Dryosauridae                                                 |
|  |                                                              |
|  | Ankylopollexia (incluant Iguanodon, Hadrosauridae et autres) |
|  |                                                              |

|  | T. tilletti |
|  |             |
|  | T. dossi    |
|  |             |

|  | Dryosauridae                                                 |
|  |                                                              |
|  | Ankylopollexia (incluant Iguanodon, Hadrosauridae et autres) |
|  |                                                              |

|  | T. tilletti |
|  |             |
|  | T. dossi    |
|  |             |

|  | Dryosauridae                                                 |
|  |                                                              |
|  | Ankylopollexia (incluant Iguanodon, Hadrosauridae et autres) |
|  |                                                              |

|  | T. tilletti |
|  |             |
|  | T. dossi    |
|  |             |

|  | Dryosauridae                                                 |
|  |                                                              |
|  | Ankylopollexia (incluant Iguanodon, Hadrosauridae et autres) |
|  |                                                              |

|  | Bugenasaura    |
|  |                |
|  | Thescelosaurus |
|  |                |

|  | T. tilletti |
|  |             |
|  | T. dossi    |
|  |             |

|  | Dryosauridae                                                 |
|  |                                                              |
|  | Ankylopollexia (incluant Iguanodon, Hadrosauridae et autres) |
|  |                                                              |

|  | T. tilletti |
|  |             |
|  | T. dossi    |
|  |             |

|  | Dryosauridae                                                 |
|  |                                                              |
|  | Ankylopollexia (incluant Iguanodon, Hadrosauridae et autres) |
|  |                                                              |

|  | T. tilletti |
|  |             |
|  | T. dossi    |
|  |             |

|  | Dryosauridae                                                 |
|  |                                                              |
|  | Ankylopollexia (incluant Iguanodon, Hadrosauridae et autres) |
|  |                                                              |

|  | T. tilletti |
|  |             |
|  | T. dossi    |
|  |             |

|  | Dryosauridae                                                 |
|  |                                                              |
|  | Ankylopollexia (incluant Iguanodon, Hadrosauridae et autres) |
|  |                                                              |

|  | T. tilletti |
|  |             |
|  | T. dossi    |
|  |             |

|  | Dryosauridae                                                 |
|  |                                                              |
|  | Ankylopollexia (incluant Iguanodon, Hadrosauridae et autres) |
|  |                                                              |

|  | T. tilletti |
|  |             |
|  | T. dossi    |
|  |             |

|  | Dryosauridae                                                 |
|  |                                                              |
|  | Ankylopollexia (incluant Iguanodon, Hadrosauridae et autres) |
|  |                                                              |

|  | T. tilletti |
|  |             |
|  | T. dossi    |
|  |             |

|  | Dryosauridae                                                 |
|  |                                                              |
|  | Ankylopollexia (incluant Iguanodon, Hadrosauridae et autres) |
|  |                                                              |

|  | T. tilletti |
|  |             |
|  | T. dossi    |
|  |             |

|  | Dryosauridae                                                 |
|  |                                                              |
|  | Ankylopollexia (incluant Iguanodon, Hadrosauridae et autres) |
|  |                                                              |

|  | T. tilletti |
|  |             |
|  | T. dossi    |
|  |             |

|  | Dryosauridae                                                 |
|  |                                                              |
|  | Ankylopollexia (incluant Iguanodon, Hadrosauridae et autres) |
|  |                                                              |

|  | T. tilletti |
|  |             |
|  | T. dossi    |
|  |             |

|  | Dryosauridae                                                 |
|  |                                                              |
|  | Ankylopollexia (incluant Iguanodon, Hadrosauridae et autres) |
|  |                                                              |

|  | T. tilletti |
|  |             |
|  | T. dossi    |
|  |             |

|  | Dryosauridae                                                 |
|  |                                                              |
|  | Ankylopollexia (incluant Iguanodon, Hadrosauridae et autres) |
|  |                                                              |

|  | T. tilletti |
|  |             |
|  | T. dossi    |
|  |             |

|  | Dryosauridae                                                 |
|  |                                                              |
|  | Ankylopollexia (incluant Iguanodon, Hadrosauridae et autres) |
|  |                                                              |

|  | T. tilletti |
|  |             |
|  | T. dossi    |
|  |             |

|  | Dryosauridae                                                 |
|  |                                                              |
|  | Ankylopollexia (incluant Iguanodon, Hadrosauridae et autres) |
|  |                                                              |

|  | T. tilletti |
|  |             |
|  | T. dossi    |
|  |             |

|  | Dryosauridae                                                 |
|  |                                                              |
|  | Ankylopollexia (incluant Iguanodon, Hadrosauridae et autres) |
|  |                                                              |

|  | T. tilletti |
|  |             |
|  | T. dossi    |
|  |             |

|  | Dryosauridae                                                 |
|  |                                                              |
|  | Ankylopollexia (incluant Iguanodon, Hadrosauridae et autres) |
|  |                                                              |

|  | T. tilletti |
|  |             |
|  | T. dossi    |
|  |             |

|  | Dryosauridae                                                 |
|  |                                                              |
|  | Ankylopollexia (incluant Iguanodon, Hadrosauridae et autres) |
|  |                                                              |